# Konstandinos Janaris
Konstandinos Janaris, gr. Κωνσταντίνος Γιάνναρης, ang. Constantine Giannaris (ur. 1959 w Atenach) – grecki reżyser, scenarzysta i producent filmowy. 
Ukończył studia z zakresu historii i filozofii na Uniwersytecie w Birmingham. Mieszka i tworzy w Atenach.

## Filmografia
- 1982: Framed Youth: The Revenge of the Teenage Perverts (udział w filmie dokumentalnym)
- 1989: Jean Genet Is Dead
- 1990: Trojans (reżyseria)[1]
- 1991: North of Vortex (reżyseria)[1]
- 1991: Caught Looking (reżyseria)[1]
- 1994: A Place in the Sun (Μια θέση στον ήλιο) (reżyseria)
- 1995: 3 Steps to Heaven (scenariusz i reżyseria)[1]
- 1998: From the Edge of the City (Από την άκρη της πόλης) (scenariusz i reżyseria, aktor)[1]
- 1999: Mavro gala (aktor)[1]
- 2001: Pewnego sierpniowego dnia (Δεκαπενταύγουστος) (scenariusz i reżyseria)[1]
- 2004: Room for All, segment w filmie Wizje Europy (scenariusz i reżyseria)[1]
- 2005: Zakładnik (Όμηρος) (scenariusz, reżyseria i produkcja)[1]
- 2008: Without (aktor)[1]
- 2009: Gender pop (scenariusz, reżyseria, zdjęcia, montaż i produkcja)[1]

## Nagrody i nominacje
- 1990:
  - 40. MFF w Berlinie – nagroda Teddy dla najlepszego filmu krótkometrażowego za film Trojans[2]
- 1992:
  - 42. MFF w Berlinie – nagroda Teddy dla najlepszego filmu krótkometrażowego za film Caught Looking[2]
- 1995:
  - MFF w Salonikach – nominacja do nagrody Złoty Aleksander za film 3 Steps to Heaven[2]
  - MystFest – nagroda dla najlepszego reżysera i nominacja w kategorii najlepszego obrazu filmowego za film 3 Steps to Heaven[2]
- 1998:
  - MFF w Salonikach – nagroda dla najlepszego reżysera, 2. miejsce w konkursie dla najlepszego greckiego filmu, nagroda Greckiego Stowarzyszenia Krytyków Filmowych oraz nominacja do nagrody Złoty Aleksander za film From the Edge of the City[2]
- 1999:
  - MFF w Sztokholmie – nominacja do nagrody Brązowy Koń za film From the Edge of the City[2]
- 2001:
  - MFF w Salonikach – nagroda Hellenic Association of Film Critics za film One Day in August[2]
- 2002:
  - MFF Festróia – nagroda Srebrny Delfin i nominacja do nagrody Złoty Delfin za film Pewnego sierpniowego dnia[2]
  - 52. MFF w Berlinie – udział w konkursie głównym o nagrodę Złotego Niedźwiedzia za film Pewnego sierpniowego dnia[2]
- 2005:
  - MFF w Gandawie – nominacja do Grand Prix za film Zakładnik[2]